# Videha
Videha, chiamato anche Mithila o Tirabhukti, fu un antico regno dell'India, sviluppatosi nel tardo periodo vedico. Il territorio del regno era localizzato nel nordest del moderno stato di Bihar e nella parte orientale della regione di  Terai nell'odierno Nepal.

## Storia
Durante il tardo periodo vedico (c. 900 – c. 500 a.C.), Videha divenne uno dei centri culturali e politici dell'India, assieme ad altre entità statuali come Kuru, Panchala e Kosala. Gli antichi testi del periodo, come il Brahmana e la Brihadaranyaka Upanishad fanno menzione di Janaka, un grande re-filosofo, che ospitò alla sua corte importanti saggi tra cui Yajnavalkya.
Il regno è menzionato spesso nella letteratura induista, buddhista e giainista. Il re di Videha Nimi è citato come 21° Tirthankara (profeta) del giainismo. Il regno è menzionato anche nei più noti poemi epici induisti, Mahabharata e Ramayana. In quest'ultimo, Sita, la sposa dell'eroe Rama, è una principessa di Videha, e il loro matrimonio porta a un'alleanza tra i regni di VIdeha e Kosala.
Verso la fine del periodo vedico, Videha fu assorbito dal vicino regno di Vajji, e non è citato tra i 16 Mahajanapada (V secolo a.C.). Divenne infine parte dell'Impero Magadha.